# Loma del Aire
Loma del Aire es una localidad y pedanía española perteneciente al municipio de Albondón, en la provincia de Granada. Está situada en la parte nororiental de la comarca de la Costa Granadina. Cerca de esta localidad se encuentran los núcleos de Albondón capital y Los Gálvez.

## Demografía
Según el Instituto Nacional de Estadística de España, en el año 2023 Loma del Aire contaba con 24 habitantes censados, lo que representa el 3,27% de la población total del municipio.

### Evolución de la población
| Gráfica de evolución demográfica de Loma del Aire entre 2013 y 2023 |
|                                                                     |
| Datos según el nomenclátor publicado por el INE.                    |

## Comunicaciones
Algunas distancias entre Loma del Aire y otras ciudades:
| Ciudades | Distancia (km) |
| -------- | -------------- |
| Albondón | 4              |
| Motril   | 59             |
| Almería  | 90             |
| Granada  | 99             |
| Jaén     | 189            |
| Murcia   | 309            |